# Ferenc Gyulai
Ferenc hrabě Gyulay de Marosnémeth et Nádaska (německy Franz Joseph Graf Guylay; 1. září 1798, Pešť – 21. září 1868, Vídeň), také známý jako Ferencz Gyulai nebo Franz Gyulai, byl maďarský šlechtic a rakouský generál, který dosáhl vojenských úspěchů především v Itálii v revolučních letech 1848–1849. Následně se stal rakouským ministrem války (1849–1850). V roce 1859 převzal vrchní velení rakouských vojsk v Itálii, v rámci války se Sardinií byl poražen v bitvě u Magenty a penzionován.

## Životopis

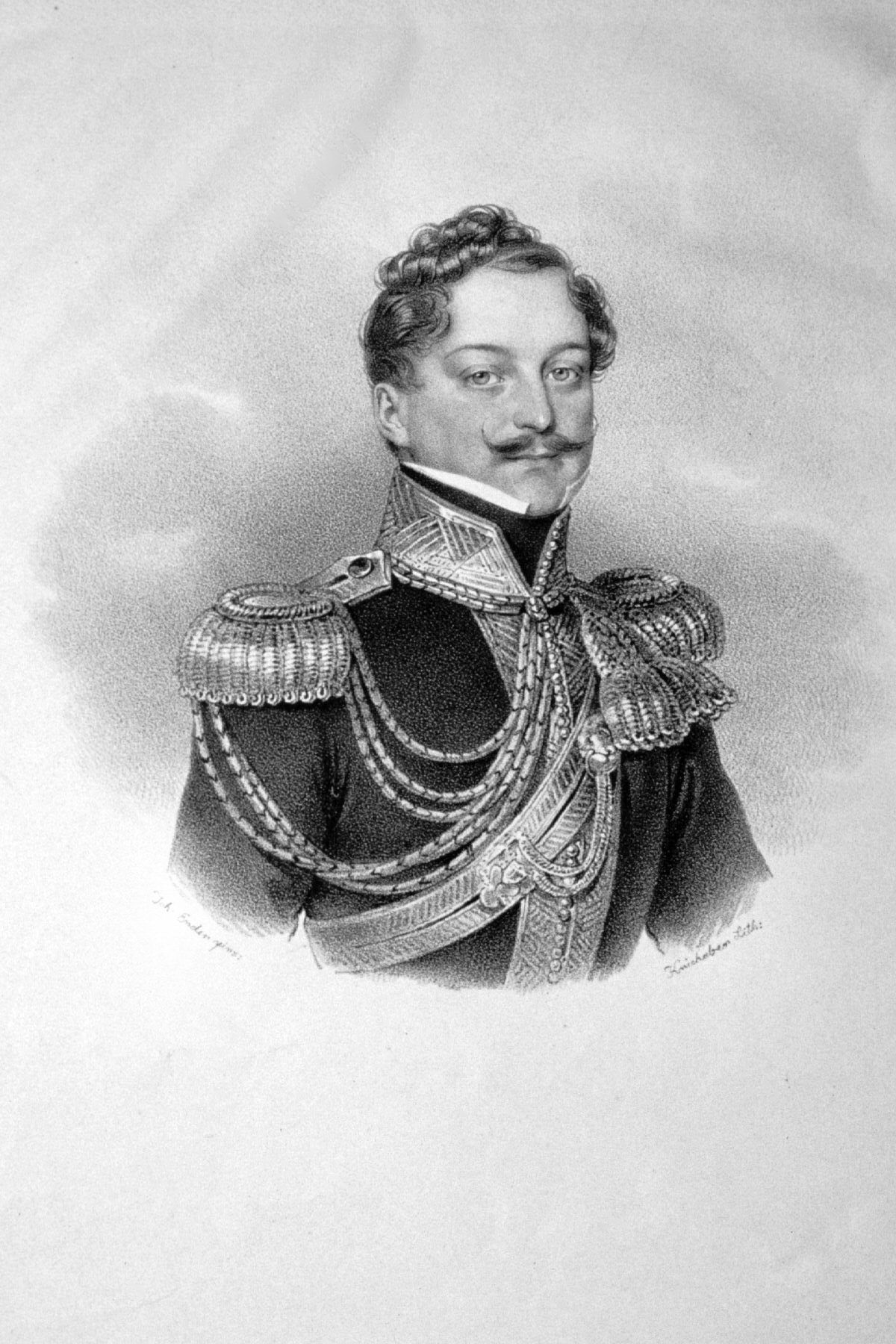
Ferenc Gyulay v roce 1835 (Josef Kriehuber, litografie)

Narodil se jako jediný syn rakouského generála hraběte Ignáce Gyulaye a jeho manželky Marie, rozené baronky Edelsheimové. Od sedmnácti let sloužil jako poručík u 60. pěšího pluku „Ignác Gyulay“. V roce 1820 byl přeložen do husarské brigády „Hessen-Homburg“ jako nadporučík, následně byl povýšen na hejtmana císařských hulánů. V roce 1826 byl jmenován velitelem husarské brigády „Württemberg“ a brzy poté, v roce 1829, se stal nadporučíkem pěchoty „Hessen-Homburg“.
V roce 1837 byl povýšen na generálmajora a v roce 1846 dosáhl hodnosti polního podmaršála. V roce 1847 se stal vojenským velitelem Terstu a během revoluce v roce 1848 bylo jeho úkolem čelit hrozbě italských států v Pule. Byl nucen bránit císařskou flotilu v Pule, aby se jí nezmocnili povstalci. Jeho taktika a úsilí znemožnily neapolsko-sardinské flotile přepadnout klíčové přístavy na Istrii. Bitva u Custozy zmírnila tlak na pobřeží Jaderského moře.
V roce 1849 byl Gyulay povýšen do hodnosti polního zbrojmistra a v létě byl císařem Františkem Josefem jmenován rakouským ministrem války. V této funkci se podílel na potlačení maďarské revoluce. Po obléhání Győru 28. června 1849 následovala bitva u Komárna, kterou však v raných fázích opustil, i kvůli tendenci císaře a jeho pobočníka Grünna obejít jeho funkci ministra při vojenských rozhodnutích. Byl převelen do Milána, aby se ujal vedení 5. armádní divize.

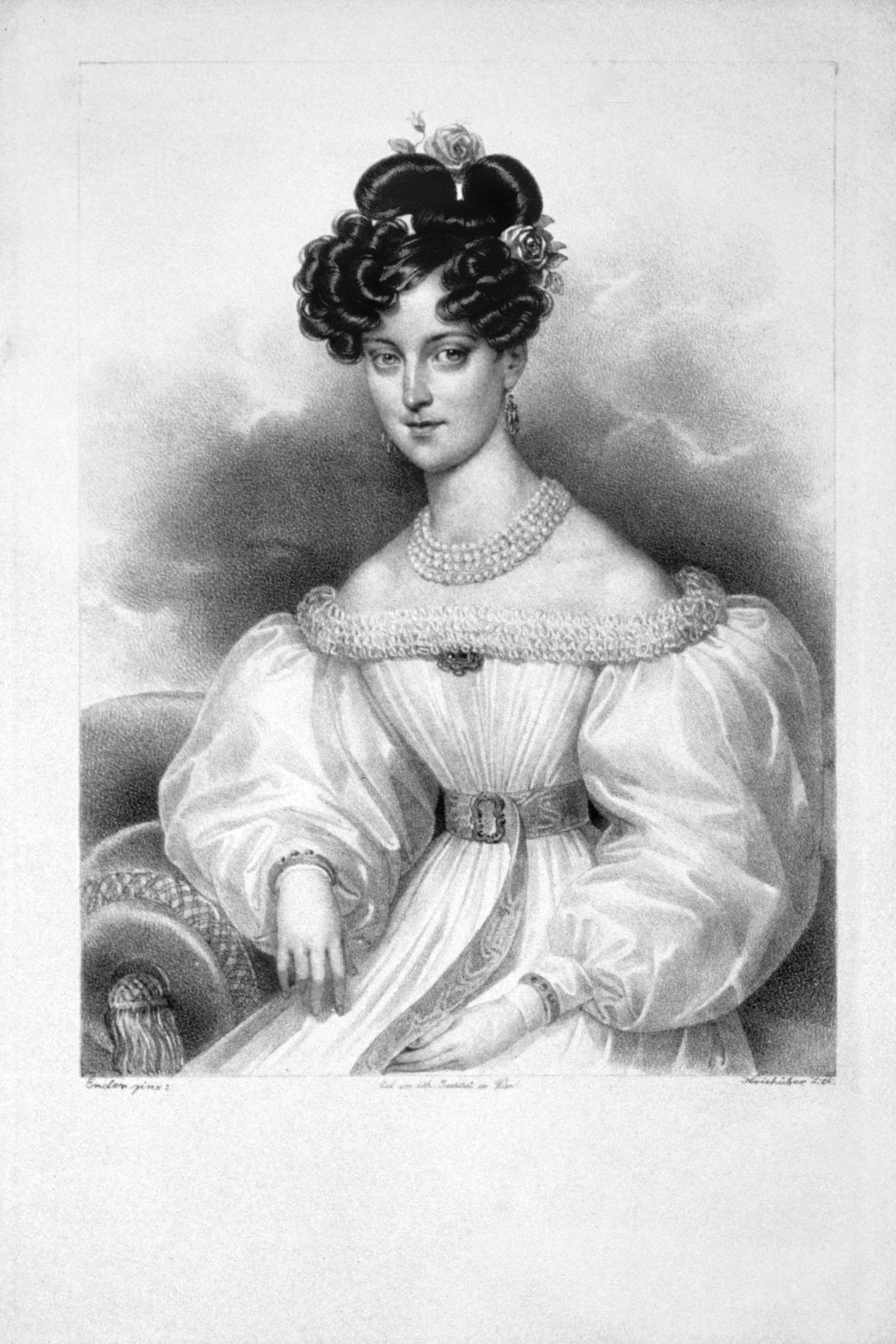
Ferencova manželka Antonie, rozená hraběnka Vratislavová z Mitrovic

V roce 1857 byl po rezignaci Josefa Radeckého Gyulay jmenován vrchním velitelem v Lombardii se sídlem v Miláně. Na začátku roku 1859 zahájily Sardinie a Piemont společně s Francií mobilizaci své armády a přípravu invaze na italská území ovládaná Rakouskem. Dne 23. dubna 1859 vydalo Rakousko ultimátum, v němž požadovalo demobilizaci Sardinie. Po jeho odmítnutí začala druhá italská válka za nezávislost. Jako velitel rakouských sil v severní Itálii dostal hrabě Gyulay rozkaz překročit 29. dubna 1859 řeku Ticino, hranici mezi rakouským a sardinským územím. V reakci na to byly francouzské síly pod vedením Patrice MacMahona vyslány na obranu svých sardinských spojenců. Dne 20. května 1859 byly rakouské síly vedené maršálem Filipem Stadionem (1799–1868) poraženy v bitvě u Montebella, poté se Gyulay stáhl zpět na rakouské území. Později utrpěl další porážku v bitvě u Palestra. Francouzská armáda poté překročila Ticino na rakouské území a po malé bitvě dobyla vesnici Boffalora. Nakonec se 5. června setkaly hlavní rakouské a francouzské armády v bitvě u Magenty. Rakušané vedeni Gyulayem byli poraženi, což vedlo k jeho odvolání do Vídně. Císař František Josef I. převzal osobní velení rakouské armády v Lombardii-Benátsku, ale následnou bitvu u Solferina (24. června 1859) prohrál.
V jedné ze svých posledních vojenských akcí byl Gyulay poslán na obranu Mantovy před piemontskou invazí. V tomto úkolu neuspěl, město se vzdalo v roce 1866, což nakonec vedlo k jeho připojení k nově vytvořené Itálii.
V říjnu 1859 byl Gyulay penzionován a od té doby žil v soukromí. Byl též c. k. tajným radou a komořím. Za zásluhy byl nositelem Řádu sv. Štěpána a velkokříže Leopoldova řádu. Během své vojenské kariéry získal Řád Marie Terezie a Vojenský záslužný kříž, několik vyznamenání obdržel také od zahraničních panovníků. V roce 1853 obdržel Řád zlatého rouna. Byl ženatý s hraběnkou Antonií Vratislavovou z Mitrovic († 1831), manželství ale zůstalo bez potomstva. V roce 1866 adoptoval svého synovce barona Leopolda Edelsheima (1826–1893), který byl též generálem v rakouské armádě a od roku 1866 užíval jméno Edelsheim-Gyulai.